# Vitalij Kuznecov
Vitalij Yakovlevich Kuznecov (in russo Виталий Яковлевич Кузнецов?; Tatarstan, 16 febbraio 1941 – Mosca, 12 ottobre 2011) è stato un judoka sovietico.
Vinse la medaglia d'argento ai Giochi olimpici di Monaco 1972 nella categoria open.

## Biografia
Partecipò anche ai Giochi olimpici di Mosca 1980, nella categoria +95 kg, ma fu sconfitto al secondo turno dallo jugoslavo Radomir Kovačević, poi medaglia di bronzo. Nel corso della sua carriera, vinse anche due medaglie d'argento ai mondiali e diverse medaglie europee. Nel 1982, diventò campione del mondo di sambo.

## Palmarès

### Judo
Olimpiadi
- 1 medaglia:
  - 1 argento (open a Monaco 1972)

Mondiali
- 2 medaglie:
  - 2 argenti (open a Ludwigshafen 1971 e open a Parigi 1979)

Europei
- 7 medaglie:
  - 2 ori (open a Göteborg 1971, a squadre a Voorburg 1972)
  - 1 argento (+95 kg a Bruxelles 1979)
  - 4 bronzi (+93 kg e a squadre a Ostenda 1969, a squadre a Göteborg 1971, +93 kg a Voorburg 1972)

### Sambo
Mondiali
- 1 medaglia:
  - 1 oro (+100 kg a Parigi 1982)

Europei
- 1 medaglia:
  - 1 oro (+100 kg a Riga 1972)